# آبی‌مرغ
آبی‌مرغ (نام علمی: Sialia) نام یک سرده از تیره توکایان است.

## گونه‌ها
- آبی‌مرغ شرقی، Sialia sialis
- آبی‌مرغ غربی، Sialia mexicana
- آبی‌مرغ کوهستانی، Sialia currucoides